# Lily de Vos
Lily de Vos, artiestenaam van Leida de Vos-Nijs (Rotterdam, 1924 – Nijmegen, 5 maart 2021), was een Nederlandse zangeres.
De Vos bracht in de jaren 60 verschillende singles uit waarvan 'Lago di Garda' de bekendste is. Haar muziek werd uitgegeven op het 'Telstar' label. Ook nam zij in 1966 de eerste versie van het clublied van voetbalclub N.E.C. op met tekst van voormalig doelman Engel Schepers en muziek van haar man Jacques de Vos.

## Discografie[6]
- 1965, Lily de Vos - Droomland, B-kant Nooit meer bloeien de rozen (Uitgave code TS 1033 TF)
- 1965, Lily de Vos - Lago di Garda, B-kant Rode rozen (TS 1034 TF)
- Sportclub NEC, 1966, Lily de Vos met de N.E.C. pupillen - Voor rood, zwart en groen, B-kant N.E.C. polonaise
- 1966, Lily de Vos - In je hart, B-kant Van rozen, seringen en anjers (TS 1116 TF)
- 1966, Lily en Tiny de Vos - Moeder, je moet toch niet huilen, B-kant Stuur me geen bloemen (TS 1117 TF) -
- 2005, Lily de Vos - Jou zal ik nooit vergeten
- 2006, Lily de Vos - Voor rood, zwart en groen (country/rock versie)